# تپه کاعلی گدا
تپه کاعلی گدا مربوط به هزاره ۵ و ۴ قبل از میلاد است و در شهرستان بهبهان، بخش مرکزی، روستای کره سیاه واقع شده و این اثر در تاریخ ۱۷ اسفند ۱۳۸۱ با شمارهٔ ثبت ۷۹۲۵ به‌عنوان یکی از آثار ملی ایران به ثبت رسیده است.